# Lota (ort)
Lota är en ort i Chile.   Den ligger i provinsen Provincia de Concepción och regionen Región del Biobío, i den södra delen av landet, 500 km sydväst om huvudstaden Santiago de Chile. Lota ligger 14 meter över havet och antalet invånare är 49 763.
Terrängen runt Lota är huvudsakligen kuperad, men norrut är den platt. Havet är nära Lota åt nordväst. Runt Lota är det ganska glesbefolkat, med 38 invånare per kvadratkilometer.. Närmaste större samhälle är Coronel, 6,4 km norr om Lota.